# Beeckman de Crayloo
De familie Beeckman de Crayloo is een notabele familie uit de Zuidelijke Nederlanden afkomstige uit Wieze die werd opgenomen in de erfelijke pauselijke adel met de titel van baron.

## Geschiedenis
De familie Beeckman de Crayloo voert haar afstamming terug op Gillis Beeckman (1382-1466), die eveneens de voorvader is van de Belgische adellijke familie de Beeckman, waarmee de familie niet verward dient te worden. De grondlegger van de familie was Joannes Beeckman (1611-1692) die de heerlijkheid Crayloo aankocht en meier van Lebbeke werd. De familie bleef vanaf dan gedurende verschillende generaties tot aan het eind van het ancien régime erfelijk meier van Lebbeke en heer van Crayloo.
In de 19e eeuw leverde de familie met Joseph-Adrien Beeckman de Crayloo een van de langst zetelende Kamerleden leveren. Hij vestigde zich in Kasteel 't Zand te Diest. Zijn zoon Lucien Ernest (1846-1920) werd in de erfelijke pauselijke adelstand opgenomen met de titel van baron. Zijn achternicht Leonie Beeckman de Crayloo (1836-1936) huwde met burggraaf Théophile de Lantsheere.
De Beeckman de Crayloostraat in Anderlecht is naar de familie vernoemd.

## Allianties
Leden van de familie traden in het huwelijk met leden van verschillende Belgische adellijke families, waaronder: 
- de Lantsheere
- du Bois de Chantraine
- van den Eynde de Rivieren
- Blondel
- de Waepenaert
- de Ruddere de te Lokeren
- Terlinden
- Thienpont
- van de Broucke de Terbecq